# South Fambridge
South Fambridge är en by i civil parish Ashingdon, i distriktet Rochford, i grevskapet Essex, i England. South Fambridge var en civil parish fram till 1946 när blev den en del av Ashingdon. Civil parish hade 282 invånare år 1931. Byn nämndes i Domedagsboken (Domesday Book) år 1086, och kallades då Phenbruge.